# Canoagem nos Jogos Olímpicos de Verão de 2020 - Slalom C-1 masculino
A competição do slalom C-1 masculino da canoagem nos Jogos Olímpicos de Verão de 2020 ocorreu nos dias 25 e 26 de julho de 2021 no Centro de Canoagem Slalom Kasai, em Tóquio. Um total de 18 canoístas, cada um representando seu Comitê Olímpico Nacional (CON), participaram do evento.

## Qualificação
Cada CON poderia qualificar apenas um barco no evento do slalom C-1 masculino. Um total de 17 vagas estavam disponíveis, alocadas conforme o seguinte:
- 1 vaga para o país-sede, Japão
- 11 vagas concedidas através do Campeonato Mundial de Canoagem Slalom de 2019
- 5 vagas concedidas através de torneios continentais, sendo 1 por continente

Pavel Eigel, do ROC, também competiu por ter conquistado a vaga para o evento do K1, totalizando 18 canoístas inscritos.
As vagas de qualificação foram concedidas ao CON, não ao canoísta que conquistou a vaga.

## Formato

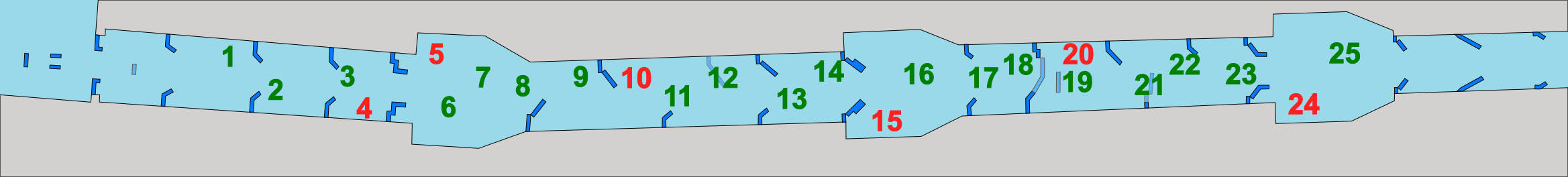
Posições das portas para as eliminatórias

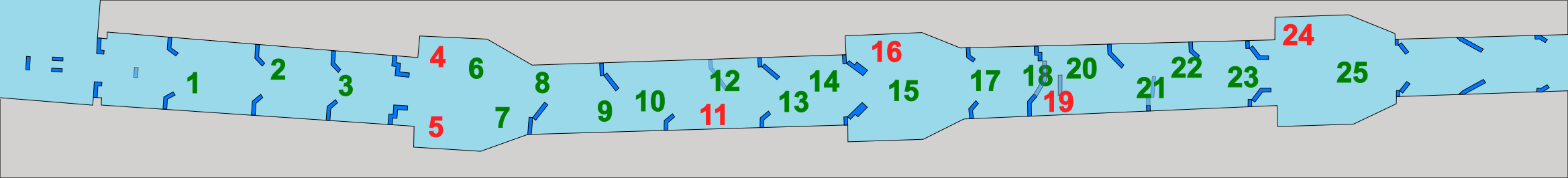
Posições das portas para a semifinal e final

As provas olímpicas da canoagem slalom utiliza um formato com três fases: eliminatórias, semifinal e final. Nas eliminatórias, cada canoísta tem duas descidas no percurso com o melhor tempo sendo considerado. Os 15 melhores avançam à semifinal. Na semifinal, o canoísta tem uma única descida; os 10 melhores avançam à final. Os três melhores tempos na final em descida única conquistam as medalhas de ouro, prata e bronze, respectivamente.
O circuito tem extensão aproximada de 250 metros, com até 25 portões que o canoísta deve passar na direção correta. Penalidades de tempo são adicionadas para cada uma das infrações como passagem pelo lado errado ou toque no portão. As descidas geralmente duram 95 segundos.

## Calendário
Horário local (UTC+9)
| Dia         | Horário | Fase          |
| ----------- | ------- | ------------- |
| 25 de julho | 13:00   | Eliminatórias |
| 26 de julho | 14:00   | Semifinal     |
| 26 de julho | 15:45   | Final         |

## Medalhistas
| Ouro   | SLO Benjamin Savšek  |
| Prata  | CZE Lukáš Rohan      |
| Bronze | GER Sideris Tasiadis |

## Resultados
O evento começou com as duas descidas eliminatórias em 25 de julho. No dia seguinte houve as disputas de semifinal e final.
| Pos.              | Bib | Canoísta            | CON                 | Eliminatórias | Eliminatórias | Eliminatórias | Eliminatórias | Eliminatórias | Eliminatórias | Semifinal   | Semifinal   | Semifinal   | Final       | Final       | Final       |
| Pos.              | Bib | Canoísta            | CON                 | D1            | Pen.          | D2            | Pen.          | Melhor        | Ordem         | Tempo       | Pen.        | Ordem       | Tempo       | Pen.        | Ordem       |
| ----------------- | --- | ------------------- | ------------------- | ------------- | ------------- | ------------- | ------------- | ------------- | ------------- | ----------- | ----------- | ----------- | ----------- | ----------- | ----------- |
| Medalha de ouro   | 3   | Benjamin Savšek     | SLO Eslovênia       | 98.82         | 2             | 105.87        | 4             | 98.82         | 2             | 104.26      | 2           | 5           | 98.25       | 0           | 1           |
| Medalha de prata  | 8   | Lukáš Rohan         | CZE República Checa | 103.98        | 2             | 102.15        | 2             | 102.15        | 8             | 103.68      | 2           | 4           | 101.96      | 2           | 2           |
| Medalha de bronze | 1   | Sideris Tasiadis    | GER Alemanha        | 100.69        | 0             | 101.23        | 0             | 100.69        | 6             | 105.35      | 2           | 6           | 103.70      | 0           | 3           |
| 4                 | 4   | Adam Burgess        | GBR Grã-Bretanha    | 99.82         | 0             | 99.64         | 2             | 99.64         | 3             | 106.18      | 2           | 8           | 103.86      | 0           | 4           |
| 5                 | 5   | Martin Thomas       | FRA França          | 102.75        | 2             | 102.83        | 4             | 102.75        | 9             | 100.65      | 0           | 1           | 104.98      | 0           | 5           |
| 6                 | 2   | Matej Beňuš         | SVK Eslováquia      | 99.61         | 0             | 96.89         | 0             | 96.89         | 1             | 106.40      | 2           | 9           | 105.60      | 2           | 6           |
| 7                 | 14  | Zachary Lokken      | USA Estados Unidos  | 99.74         | 0             | 166.94        | 6             | 99.74         | 4             | 105.97      | 2           | 7           | 106.08      | 2           | 7           |
| 8                 | 7   | Ander Elosegi       | ESP Espanha         | 103.78        | 4             | 101.51        | 0             | 101.51        | 7             | 103.15      | 2           | 3           | 106.59      | 2           | 8           |
| 9                 | 12  | Daniel Watkins      | AUS Austrália       | 158.43        | 54            | 103.07        | 2             | 103.07        | 10            | 101.28      | 0           | 2           | 108.18      | 2           | 9           |
| 10                | 13  | Takuya Haneda       | JPN Japão           | 106.57        | 0             | 105.15        | 2             | 105.15        | 13            | 107.82      | 0           | 10          | 109.30      | 4           | 10          |
| 11                | 10  | Matija Marinić      | CRO Croácia         | 100.33        | 0             | 101.66        | 2             | 100.33        | 5             | 109.94      | 2           | 11          | Não avançou | Não avançou | Não avançou |
| 12                | 17  | Alexandr Kulikov    | KAZ Cazaquistão     | 109.95        | 2             | 107.43        | 2             | 107.43        | 15            | 110.23      | 2           | 12          | Não avançou | Não avançou | Não avançou |
| 13                | 9   | Thomas Koechlin     | SUI Suíça           | 105.66        | 4             | 104.57        | 0             | 104.57        | 12            | 111.20      | 6           | 13          | Não avançou | Não avançou | Não avançou |
| 14                | 6   | Grzegorz Hedwig     | POL Polônia         | 109.09        | 6             | 105.95        | 4             | 105.95        | 14            | 112.16      | 4           | 14          | Não avançou | Não avançou | Não avançou |
| 15                | 11  | Liam Jegou          | IRL Irlanda         | 174.57        | 50            | 104.40        | 2             | 104.40        | 11            | 208.39      | 100         | 15          | Não avançou | Não avançou | Não avançou |
| 16                | 15  | Cameron Smedley     | CAN Canadá          | 161.07        | 54            | 108.12        | 4             | 108.12        | 16            | Não avançou | Não avançou | Não avançou | Não avançou | Não avançou | Não avançou |
| 17                | 16  | Jean-Pierre Bourhis | SEN Senegal         | 111.16        | 2             | 110.93        | 0             | 110.93        | 17            | Não avançou | Não avançou | Não avançou | Não avançou | Não avançou | Não avançou |
| 18                | 18  | Pavel Eigel         | ROC                 | 119.60        | 4             | DNS           | DNS           | 119.60        | 18            | Não avançou | Não avançou | Não avançou | Não avançou | Não avançou | Não avançou |

Legenda
| Recorde mundial      | Recorde mundial (World record)               |                       | Recorde africano                      | Recorde africano (African) |                                           | Q | Classificado por posição (Qualified) |
| Recorde olímpico     | Recorde olímpico (Olympic record)            | Recorde da América    | Recorde da América (Americas)         | q                          | Classificado por melhor tempo (Qualified) |   |                                      |
| Melhor marca do ano  | Melhor marca do ano (World leading)          | Recorde asiático      | Recorde asiático (Asian)              | DNS                        | Não largou (Did not start)                |   |                                      |
| Recorde nacional     | Recorde nacional (National record)           | Recorde europeu       | Recorde europeu (European)            | DNF                        | Não terminou (Did not finish)             |   |                                      |
| Recorde pessoal      | Recorde pessoal do atleta (Personal best)    | Recorde da Oceania    | Recorde da Oceania (Oceania)          | DSQ / DQ                   | Desclassificado (Disqualified)            |   |                                      |
| Recorde da temporada | Recorde da temporada do atleta (Season best) | Recorde sul-americano | Recorde sul-americano (South America) | NM                         | Sem marca (No mark)                       |   |                                      |